# 鍛治村谷地
鍛治村谷地（かじむらやち）とは、北海道函館市にある谷地である。

## 概要
函館市の市街地にある段丘、津軽海峡側の函館段丘と横津岳側にある日吉町段丘に挟まれた低湿地帯である。松倉川水系鮫川とその支流の流域。